# Clasificación Internacional Normalizada de la Educación

Gran Éxito

La Clasificación Internacional Normalizada de la Educación (International Standard Classification of Education, ISCED en inglés, CINE en español) es la estructura de clasificación para organizar la información en educación y la formación llevado por UNESCO. Es parte de la familia internacional de clasificaciones económicas y sociales de las Naciones Unidas.
La ISCED fue diseñada en la década de 1970 para servir "como un instrumento adecuado para acopiar, compilar y presentar estadísticas de educación tanto dentro de cada país y a nivel internacional". Fue aprobado por la Conferencia Internacional de Educación (Ginebra, 1975), y posteriormente fue aprobado por la Conferencia General de la UNESCO.
La clasificación actual, conocida como la ISCED-1997 fue aprobado por la Conferencia General de la UNESCO en su 29.ª reunión en noviembre de 1997 como parte de los esfuerzos para aumentar la comparabilidad internacional de las estadísticas de educación. Cubre principalmente dos variables de clasificación cruzadas: los niveles y los campos de la educación. El Instituto de Estadística de la UNESCO ha propuesto una revisión de la ISCED (ISCED-2011), que ha sido aprobado por la Conferencia General de la UNESCO en noviembre de 2011 y que sustituirá a la ISCED-1997 en las recolecciones de datos internacionales en los siguientes años.
Materiales relacionados del Centro Europeo para el Desarrollo de la Formación Profesional proporcionan más información y orientación estadística para la clasificación de subcampos de la educación como complemento del ISCED.

## Niveles de educación definidos por ISCED 1997
| ISCED 2011 | ISCED 1997 | Descripción                                                       | Características principales |
| ---------- | ---------- | ----------------------------------------------------------------- | --- |
| 0          | Ninguno    | Educación preescolar (temprana)                                   | Etapa inicial destinada a niños de hasta 3 años. |
| 0          | 0          | Educación preescolar (preescolar)                                 | Etapa inicial de la instrucción organizada, destinada a introducir a los niños en un entorno de tipo escolar a partir de los 3 años.                                                          |
| 1          | 1          | Educación primaria o primer ciclo de educación básica             | Comenzará normalmente entre las edades de 5 y 7, diseñado para dar una sólida educación básica en lectura, escritura y matemáticas, junto con conocimientos elementales en otras asignaturas. |
| 2          | 2          | Primer ciclo de secundaria o segundo ciclo de la educación básica | Está destinada a completar la educación básica. |
| 3          | 3          | Segundo ciclo de secundaria                                       | Más especializada. Por lo general comienza a los 15 años o 16 años, o al final de la enseñanza obligatoria.                                                                                   |
| 4          | 4          | Postsecundaria no terciaria                                       | Programas de educación destinados generalmente a preparar para la práctica profesional. Puede dar acceso a la educación terciaria.                                                            |
| 5          | 5B         | Educación terciaria de ciclo corto                                | Programas terciarios orientados a la práctica profesional. Puede dar acceso a otros programas terciarios.                                                                                     |
| 6          | 5A y 5B    | Grado, primer ciclo de licenciatura, bachelor o equivalente       | Programas terciarios que ofrecen una primera calificación académica. |
| 7          | 5A         | Maestría, máster, segundo ciclo de licenciatura o equivalente     | Programas terciarios de postgrado, que ofrecen una calificación académica o profesional avanzada.                                                                                             |
| 8          | 6          | Doctorado o equivalente                                           | Programas terciarios conducentes a la obtención de una calificación de investigación avanzada que certifica la madurez científica del interesado                                              |

## Campos de educación definidos por ISCED
- 0 Programas generales
  - 01 programas básicos
  - 08 Programas de alfabetización y la aritmética
  - 09 Desarrollo personal

- 1 Educación
  - 14 Formación del profesorado y la educación científica

- 2 Humanidades y Artes
  - 21 Arte
  - 22 Humanidades

- 3 Ciencias sociales, enseñanza comercial y derecho
  - 31 las ciencias sociales y del comportamiento
  - 32 Periodismo e información
  - 34 Enseñanza comercial y administración
  - 38 Ley

- 4 Ciencia
  - 42 Ciencias de la Vida
  - 44 Ciencias físicas
  - 46 matemáticas y estadísticas
  - 48 de Informática

- 5 Ingeniería, industria y construcción
  - 52 Ingeniería y profesiones afines
  - 54 Industria y producción
  - 58 Arquitectura y construcción

- 6 Agricultura
  - 62 Agricultura, silvicultura y pesca
  - 64 Veterinaria

- 7 Salud y bienestar
  - 72 Salud
  - 76 Servicios sociales

- 8 Servicios
  - 81 Servicios personales
  - 84 Los servicios de transporte
  - 85 Protección del medio ambiente
  - 86 Servicios de seguridad

## La Clasificación Nacional de Educación (CNED) de España
La Clasificación Nacional de Educación (CNED)-2000 es un instrumento para la recogida, tratamiento y análisis de datos relativos a la educación, facilitando su armonización nacional. Con el objeto de facilitar la comparabilidad internacional la CNED-2000 se ha basado en la CINE-97.
- Nivel 0: Educación Infantil
- Nivel 1: Educación Primaria Obligatoria
- Nivel 2: Educación Secundaria Obligatoria
- Nivel 3: 
  - A: Bachillerato
  - B: Ciclo formativo de grado medio
  - C: Curso de acceso a ciclo formativo de grado medio (publicado en el BOE expresamente con este nivel)
  - Formación Profesional Básica
- Nivel 4: 
  - Certificado de profesionalidad
  - Curso de especialización de grado medio.
- Nivel 5: 
  - Ciclo formativo de grado superior
  - Curso de especialización de grado superior.
- Nivel 6: Grado Universitario
- Nivel 7: Máster Universitario y Grados en Farmacia/Medicina/Veterinaria
- Nivel 8: Doctor

En España se han creado los marcos MECU y MECES para dar cabida al ISCED.
La CNED-2014 sustituirá a la actual CNED-2000 y se basará en la CINE-2011.